# Arenoor, Chikmagalur
Arenoor là một làng thuộc tehsil Chikmagalur, huyện Chikmagalur, bang Karnataka, Ấn Độ.